# Margot Yerolymos
Margot Yerolymos (Martigues, 19 april 1997) is een tennisspeelster uit Frankrijk.
Yerolymos begon op vijfjarige leeftijd met het spelen van tennis.
In 2017 kreeg zij samen met Fiona Ferro een wildcard voor het damesdubbelspeltoernooi van Roland Garros.

## Posities op deWTA-ranglijst
Positie per einde seizoen:
| jaar | rang enkelspel | rang dubbelspel |
| ---- | -------------- | --------------- |
| 2014 | 846            | 702             |
| 2015 | 648            | 977             |
| 2016 | 375            | 439             |
| 2017 | 681            | 532             |
| 2018 | 387            | 890             |
| 2019 | 342            | 420             |

## Resultaten grandslamtoernooien
| Legenda | Legenda                          |
| ------- | -------------------------------- |
| g.t.    | geen toernooi gehouden           |
| l.c.    | lagere categorie                 |
| –       | niet deelgenomen                 |
| G       | uitgeschakeld in de groepsfase   |
| 1R      | uitgeschakeld in de eerste ronde |
| 2R      | uitgeschakeld in de tweede ronde |
| 3R      | uitgeschakeld in de derde ronde  |
| 4R      | uitgeschakeld in de vierde ronde |
| KF      | uitgeschakeld in de kwartfinale  |
| HF      | uitgeschakeld in de halve finale |
| F       | de finale verloren               |
| W       | het toernooi gewonnen            |
| w-v     | winst/verlies-balans             |

### Vrouwendubbelspel
| toernooi        | 2017 |
| --------------- | ---- |
| Australian Open | –    |
| Roland Garros   | 1R   |
| Wimbledon       | –    |
| US Open         | –    |